# 飛騨の乱
飛騨の乱（ひだのらん）は、応永18年（1411年）に起こった、飛騨国北部における反乱である。応永飛騨の乱ともいう。

## 概要
15世紀初頭、飛騨国司の姉小路家は、小島家（小島城）・古川家（古川城）・向家（向小島城）の3家に分裂していた。
飛騨の乱の発生原因は、幕府と斯波氏の権力闘争や、山科家と姉小路氏自身の争いが関係している。『教言卿記』応永16年（1409年）2月12日条などには、山科教言が飛騨の山科家領の横領を止めるために使者を派遣したところ、古川入道（尹綱）が「斯波義将から預かった土地である」と反論し、教言がさらに対抗するために裏松重光を通じて足利義持に抗議したものの、横領を止めることができなかった、という記述が存在する。また、尹綱の横領の大義名分となっていた義将は応永17年（1410年）5月7日に亡くなっている。以上のことから、飛騨の乱は斯波氏側の勢力を削ぎたい幕府の思惑で発生した戦乱であると考えられる。
応永18年（1411年）、尹綱は南北両朝の合体条件の不履行に関する飛騨の山科家領を巡る争いもあって、古川城にて挙兵した。そして、小島家と幕府との仲を取り持つ向家を討つため、小島城と向小島城を攻撃した。
これに対して、幕府は飛騨守護・京極高光に尹綱の追討を命じたが、高光は病床の身であったため、弟の京極高数が総大将として領国の軍勢を率いて討伐に向かった。また、越前からは斯波氏の被官であった甲斐氏・朝倉氏が、信濃からは守護・小笠原持長が幕命を受けて出陣している。
幕府軍5千に対し、尹綱は武安郷の広瀬高堂城城主・広瀬常登の協力を得たが、国司側の兵力は500ほどであった。激戦の末、尹綱と常登は敗走し、最後は共に討ち取られた。
尹綱の戦死後、尹綱の子・昌家は宗家の当主・姉小路家綱に引き取られた。家綱は昌家の成長後には、古川家を再興させた。また、昌家は斯波義教の援助も受けていた。